# Associazione Sportiva Fiammamonza Dilettante 2005-2006
Questa voce raccoglie le informazioni riguardanti la Associazione Sportiva Fiammamonza Dilettante nelle competizioni ufficiali della stagione 2005-2006.

## Organigramma societario
Area direttiva
- Presidente: Roberto Lo Grasso
- Vicepresidente: Graziano Magni
- Direttore sportivo: Graziano Magni
- Dirigente: Mario Merati
- Sponsor: Professione Casa

Area tecnica
- Allenatrice: Nazzarena Grilli
- Allenatore dei portieri: Gianluca Ciofi

Area sanitaria
- Medico sociale: Domenico Ravesi
- Massaggiatore: Matteo Arbizzoni
- Massaggiatore: Clara Pasinato

## Rosa
| N. |                   | Ruolo | Calciatrice          |
| -- | ----------------- | ----- | -------------------- |
|    | Italia (bandiera) | P     | Giada Ferraro        |
|    | Italia (bandiera) | P     | Chiara Marchitelli   |
|    | Italia (bandiera) | D     | Paola Balconi        |
|    | Italia (bandiera) | D     | Roberta D'Adda       |
|    | Italia (bandiera) | D     | Carmelina D'Andolfo  |
|    | Italia (bandiera) | D     | Chiara Dedè          |
|    | Italia (bandiera) | D     | Filomena De Vincenzo |
|    | Italia (bandiera) | D     | Elena Rivolta        |
|    | Italia (bandiera) | D     | Viviana Schiavi      |

| N. |                   | Ruolo | Calciatrice        |
| -- | ----------------- | ----- | ------------------ |
|    | Italia (bandiera) | C     | Laura Donghi       |
|    | Italia (bandiera) | C     | Michela Greco      |
|    | Italia (bandiera) | C     | Serenella Liberati |
|    | Italia (bandiera) | C     | Cristina Murelli   |
|    | Italia (bandiera) | C     | Venusia Paliotti   |
|    | Italia (bandiera) | C     | Daniela Stracchi   |
|    | Italia (bandiera) | A     | Chiara Gazzoli     |
|    | Italia (bandiera) | A     | Marianna Hofer     |
|    | Italia (bandiera) | A     | Veronica Vinci     |

## Calciomercato

### Sessione estiva
| Acquisti | Acquisti           | Acquisti            | Acquisti   |
| R.       | Nome               | da                  | Modalità   |
| -------- | ------------------ | ------------------- | ---------- |
| P        | Chiara Marchitelli | Atletico Oristano   | definitivo |
| A        | Paola Balconi      | Vallassinese Holcim |            |
| A        | Chiara Gazzoli     | Torres Terra Sarda  | definitivo |

| Cessioni | Cessioni | Cessioni | Cessioni |
| R.       | Nome     | a        | Modalità |
| -------- | -------- | -------- | -------- |
|          |          |          |          |

## Risultati

### Serie A

#### Girone di andata
| Arbitro: | Mondin (Treviso) |

|                          |           |  |
| Balconi 18’ Paliotti 22’ | Marcatori |  |

| Arbitro: | Rago |

|  |           |           |
|  | Marcatori | 20’ Greco |

| Arbitro: | Leonardo Bellotti (Verona) |

|                             |           |  |
| Greco 46’, 49’ Paliotti 61’ | Marcatori |  |

| Arbitro: | Gabrieli (Oristano) |

|              |           |             |
| Pedersen 70’ | Marcatori | 81’ Balconi |

| Arbitro: | Quadranti |

|                              |           |                                      |
| Gazzoli 11’, 65’ Murelli 21’ | Marcatori | 4’, 14’ Colasuonno 59’ (rig.) Sodini |

| Arbitro: | Sghoiz |

|  |           |                            |
|  | Marcatori | 38’, 56’ Gazzoli 45’ Hofer |

| Arbitro: | Davide Prestia (Genova) |

|               |           |           |
| Ciardelli 34’ | Marcatori | 61’ Greco |

| Arbitro: | Perron (Biella) |

|            |           |  |
| Balconi 8’ | Marcatori |  |

| Arbitro: | Dal Cin |

|                 |           |                  |
| Boni 53’ (rig.) | Marcatori | 7’, 89’ Paliotti |

| Arbitro: | Alessandro Rottoli (Bergamo) |

|           |           |  |
| Greco 72’ | Marcatori |  |

| Arbitro: | Scremin (Genova) |

|  |           |                               |
|  | Marcatori | 10’, 22’ Gazzoli 20’ Stracchi |

#### Girone di ritorno
| Arbitro: | Amadio (Macerata) |

|                          |           |                                         |
| Rosciani 4’ Dulbecco 31’ | Marcatori | 37’ (rig.) D'Adda 53’, 65’, 93’ Gazzoli |

| Arbitro: | Luca Pairetto (Torino) |

|                          |           |           |
| Schiavi 16’ Paliotti 47’ | Marcatori | 85’ Costi |

| Arbitro: | Pavan (Portogruaro) |

|                         |           |                                                |
| Bucovaz 4’ Simonato 89’ | Marcatori | 15’ Gazzoli 30’ Paliotti 68’ Greco 76’ Murelli |

| Arbitro: | Geisz (Como) |

|              |           |  |
| Paliotti 19’ | Marcatori |  |

| Arbitro: | Carlo Barile |

|  |           |              |
|  | Marcatori | 55’ Paliotti |

| Arbitro: | Francesco Gualtieri (Asti) |

|             |           |             |
| Gazzoli 46’ | Marcatori | 57’ Ravasio |

| Arbitro: | Claudio Lanza (Nichelino) |

|                                |           |  |
| D'Adda 25’ (rig.) Paliotti 83’ | Marcatori |  |

| Arbitro: | Bombino (Alessandria) |

|                                               |           |                                    |
| Zorri 59’ (rig.) Panico 88’ Iannuzzelli 90+2’ | Marcatori | 22’ (rig.) D'Adda 41’, 68’ Gazzoli |

| Arbitro: | Metelli (Chiari) |

|                                          |           |                      |
| Paliotti 18’, 61’ Gazzoli 45+2’ Dedè 86’ | Marcatori | 1’ Tuttino 22’ Turra |

| Arbitro: | Perrotta (Biella) |

|  |           |             |
|  | Marcatori | 18’ Gazzoli |

| Arbitro: | Ricciardella (Verbania) |

|                               |           |  |
| Stracchi 14’ Gazzoli 20’, 48’ | Marcatori |  |

### Coppa Italia

#### Primo turno
Girone 7
| 11 settembre 2005 | Como 2000 | 1 – 4 | Fiammamonza |  |

| Monza 17 settembre 2005 | Fiamma Monza | 9 – 0 | Tradate Abbiate | Stadio Gino Alfonso Sada |

| 2 ottobre 2005 | Riozzese | 1 – 3 | Fiammamonza |  |

| Monza 14 gennaio 2006 | Fiammamonza | 0 – 1 | ACF Milan | Stadio Gino Alfonso Sada |

## Statistiche

### Statistiche di squadra
| Competizione | Punti | In casa | In casa | In casa | In casa | In casa | In casa | In trasferta | In trasferta | In trasferta | In trasferta | In trasferta | In trasferta | Totale | Totale | Totale | Totale | Totale | Totale | DR  |
| Competizione | Punti | G       | V       | N       | P       | Gf      | Gs      | G            | V            | N            | P            | Gf           | Gs           | G      | V      | N      | P      | Gf     | Gs     | DR  |
| ------------ | ----- | ------- | ------- | ------- | ------- | ------- | ------- | ------------ | ------------ | ------------ | ------------ | ------------ | ------------ | ------ | ------ | ------ | ------ | ------ | ------ | --- |
| Serie A      | 53    | 11      | 9       | 2       | 0       | 23      | 7       | 11           | 8            | 3            | 0            | 24           | 10           | 22     | 17     | 5      | 0      | 47     | 17     | +30 |
| Coppa Italia | -     | 2       | 1       | 0       | 1       | 9       | 1       | 2            | 2            | 0            | 0            | 7            | 2            | 4      | 3      | 0      | 1      | 16     | 3      | +13 |
| Totale       | -     | 13      | 10      | 2       | 1       | 32      | 8       | 13           | 10           | 3            | 0            | 31           | 12           | 26     | 20     | 5      | 1      | 63     | 20     | +43 |

### Statistiche delle giocatrici
| Giocatore      | Serie A  | Serie A | Serie A     | Serie A    | Coppa Italia | Coppa Italia | Coppa Italia | Coppa Italia | Totale   | Totale | Totale      | Totale     |
| Giocatore      | Presenze | Reti    | Ammonizioni | Espulsioni | Presenze     | Reti         | Ammonizioni  | Espulsioni   | Presenze | Reti   | Ammonizioni | Espulsioni |
| -------------- | -------- | ------- | ----------- | ---------- | ------------ | ------------ | ------------ | ------------ | -------- | ------ | ----------- | ---------- |
| P. Balconi     | ?        | 3       | ?           | ?          | ?            | ?            | ?            | ?            | ?        | 3+     | ?           | ?          |
| R. D'Adda      | ?        | 3       | ?           | ?          | ?            | ?            | ?            | ?            | ?        | 3+     | ?           | ?          |
| C. D'Andolfo   | ?        | 0       | ?           | ?          | ?            | ?            | ?            | ?            | ?        | 0+     | ?           | ?          |
| C. Dedè        | ?        | 1       | ?           | ?          | ?            | ?            | ?            | ?            | ?        | 1+     | ?           | ?          |
| F. De Vincenzo | ?        | 0       | ?           | ?          | ?            | ?            | ?            | ?            | ?        | 0+     | ?           | ?          |
| L. Donghi      | ?        | 0       | ?           | ?          | ?            | ?            | ?            | ?            | ?        | 0+     | ?           | ?          |
| G. Ferraro     | ?        | 0       | ?           | ?          | ?            | ?            | ?            | ?            | ?        | 0+     | ?           | ?          |
| C. Gazzoli     | ?        | 17      | ?           | ?          | ?            | ?            | ?            | ?            | ?        | 17+    | ?           | ?          |
| M. Greco       | ?        | 6       | ?           | ?          | ?            | ?            | ?            | ?            | ?        | 6+     | ?           | ?          |
| M. Hofer       | ?        | 1       | ?           | ?          | ?            | ?            | ?            | ?            | ?        | 1+     | ?           | ?          |
| S. Liberati    | ?        | 0       | ?           | ?          | ?            | ?            | ?            | ?            | ?        | 0+     | ?           | ?          |
| C. Marchitelli | ?        | -?      | ?           | ?          | ?            | ?            | ?            | ?            | ?        | 0+     | ?           | ?          |
| C. Murelli     | ?        | 2       | ?           | ?          | ?            | ?            | ?            | ?            | ?        | 2+     | ?           | ?          |
| V. Paliotti    | ?        | 11      | ?           | ?          | ?            | ?            | ?            | ?            | ?        | 11+    | ?           | ?          |
| E. Rivolta     | ?        | 0       | ?           | ?          | ?            | ?            | ?            | ?            | ?        | 0+     | ?           | ?          |
| V. Schiavi     | ?        | 1       | ?           | ?          | ?            | ?            | ?            | ?            | ?        | 1+     | ?           | ?          |
| D. Stracchi    | ?        | 2       | ?           | ?          | ?            | ?            | ?            | ?            | ?        | 2+     | ?           | ?          |
| V. Vinci       | ?        | 0       | ?           | ?          | ?            | ?            | ?            | ?            | ?        | 0+     | ?           | ?          |